# Rizin Fighting Federation
Rizin Fighting Federation MMA, Rizin FF – japońska organizacja promująca walki MMA założona we wrześniu 2015 przez byłego właściciela Pride Fighting Championships – Nobuyuki Sakakibara.
Rizin FF będzie transmitowana w Ameryce Północnej przez Spike TV, która jest już nadawcą Bellator MMA. Inni oficjalni nadawcy będą SKY Idealne JSAT Corporation, Fuji TV,  Fox Sports Brazylia i Match TV.

## Historia
8 października 2015 były właściciel Pride Fighting Championships – Nobuyuki Sakakibara oficjalnie przedstawił na konferencji w Tokio nazwę nowej japońskiej marki MMA.
Nobuyuki Sakakibara powiedział, że pojedynki odbędą się w ringu na zasadach Pride. Grand Prix będzie miało partnerstwo ze strony takich organizacji jak Bellator, KSW, Jungle Fight, BAMMA i King of Kings.
Szef organizacji Bellator MMA – Scott Coker oraz dyrektor wykonawczy Spike TV – Jon Slusser również uczestniczyli w konferencji. Coker potwierdził, że zawodnicy jego organizacji będą walczyć także na galach japońskiej organizacji natomiast Slusser dodał, że spikerzy Bellatora Sean Grande i Jimmy Smith będą komentować galę na Spike TV.
29 Grudnia 2015 odbyła się pierwsza gala Rizin FF: Saraba no Utage, na której odbyły się ćwierćfinały turnieju Grand Prix w wadze ciężkiej. W walce wieczoru Shin’ya Aoki znokautował w 1 rundzie legendę japońskiego MMA, Kazushi Sakuraba.
Na sylwestrowej gali Rizin FF: Iza no Mai (31 grudnia 2015) odbyły się półfinały i finał turnieju Grand Prix w wadze ciężkiej oraz zwycięski powrót legendy światowego MMA, Fiodor Jemieljanienko.
Muhammed Lawal został pierwszym turniejowym mistrzem Rizin FF Grand Prix w wadze ciężkiej. W dwudniowym turnieju pokonał Amerykanina -Bretta McDermotta, Litwina - Teodorasa Aukstuolisa oraz Czecha – Jiříego Procházkę.

## Reguły
Walka toczy się na ringu o wymiarach 7 na 7 metrów.

### Rundy
Walka trwa dwie rundy (2 minuty przerwy pomiędzy każdą):
- pierwsza runda 10 minut
- druga 5 minut

Walka turniejowa
- pierwsza i druga runda 5 minut

Walka finałowa turnieju
- trzy pięciominutowe rundy plus ewentualna pięciominutowa dogrywka

### Zakończenie walki
Wygrana następowała przez:
- poddanie się przeciwnika
- nokaut
- nokaut techniczny – walkę przerywa sędzia, lekarz lub sekundanci
- dyskwalifikację – 3 żółte kartki,
- na punkty – punkty przyznawane przez 3 sędziów; kryteria: agresywność, stopień obrażeń zadanych przeciwnikowi, liczba ciosów i kontrola walki w parterze, różnica wagi pomiędzy rywalami.

### Akcje zabronione
- atakowanie krocza
- uderzenia łokciami w głowę
- uderzenia głową
- atakowanie oczu przeciwnika
- ciągnięcie za włosy lub uszy
- gryzienie
- wkładanie palców do ust, nosa lub uszu
- kopanie lub uderzanie rękoma w tył głowy przeciwnika i kark
- dźwignie na małe stawy (dozwolone atakowanie co najmniej 4 palców rąk lub nóg)
- wyrzucanie przeciwnika poza ring
- uciekanie poza ring
- przytrzymywanie się lin ringu
- stosowanie olejków i innych substancji natłuszczających

## Lista gal
| Nr | Gala                                                         | Data       | Miejsce                                      | Widzów |
| -- | ------------------------------------------------------------ | ---------- | -------------------------------------------- | ------ |
| 1  | Rizin World Grand-Prix 2015:Part 1 – Saraba                  | 29.12.2015 | Saitama Super Arena, Saitama                 | 12,214 |
| 2  | Rizin World Grand-Prix 2015:Part 2 – Iza                     | 31.12.2015 | Saitama Super Arena, Saitama                 | 18,365 |
| 3  | Rizin FF 1: Fujita vs Procházka                              | 16.04.2016 | Nippon Gaishi Hall, Nagoja                   | 7,291  |
| 4  | Rizin Fighting World Grand Prix 2016: 1st Round              | 24.09.2016 | Saitama Super Arena, Saitama                 | 15,011 |
| 5  | Rizin Fighting World Grand Prix 2016: 2nd Round              | 29.12.2016 | Saitama Super Arena, Saitama                 | 16,642 |
| 6  | Rizin Fighting World Grand Prix 2016: Final Round            | 31.12.2016 | Saitama Super Arena, Saitama                 | 19,357 |
| 7  | Rizin 2017 in Yokohama: Sakura                               | 16.04.2017 | Yokohama Arena, Jokohama                     | 12,729 |
| 8  | Rizin FF 6: Rizin World Grand Prix 2017 Opening Round Part 1 | 30.07.2017 | Saitama Super Arena, Saitama                 | 17,730 |
| 9  | Rizin FIGHTING WORLD GRAND PRIX 2017 Autumn: Aki no Jin      | 15.10.2017 | Marine Messe Fukuoka, Fukuoka                | 7,732  |
| 10 | Rizin Fighting World Grand Prix 2017: 2nd Round              | 29.12.2017 | Saitama Super Arena, Saitama                 | 15,539 |
| 11 | Rizin Fighting World Grand Prix 2017: Final Round            | 31.12.2017 | Saitama Super Arena, Saitama                 | 18,316 |
| 12 | Rizin 10                                                     | 6.05.2018  | Marine Messe Fukuoka, Fukuoka                | 7, 910 |
| 13 | Rizin 11                                                     | 29.07.2018 | Saitama Super Arena, Saitama                 | 17,912 |
| 14 | Rizin 12                                                     | 12.08.2018 | Aichi Prefectural Gymnasium, Nagoya          | 5,567  |
| 15 | Rizin 13                                                     | 30.09.2018 | Saitama Super Arena, Saitama                 | 27,208 |
| 16 | Rizin 14                                                     | 31.12.2018 | Saitama Super Arena, Saitama                 | 29,105 |
| 17 | Rizin 15                                                     | 21.04.2019 | Yokohama Arena, Jokohama                     | 12,914 |
| 18 | Rizin 16                                                     | 2.06.2019  | World Memorial Hall, Kobe                    | 8,107  |
| 19 | Rizin 17                                                     | 28.07.2019 | Saitama Super Arena, Saitama                 | 16,930 |
| 20 | Rizin 18                                                     | 18.08.2019 | Aichi Prefectural Gymnasium, Nagoya          | 6,281  |
| 21 | Rizin 19                                                     | 12.10.2019 | Edion Arena, Osaka                           | 5,098  |
| 22 | Rizin 20                                                     | 31.12.2019 | Saitama Super Arena, Saitama                 | 29,315 |
| 23 | Rizin 21                                                     | 22.02.2020 | Hamamatsu Arena, Hamamatsu                   | 6,832  |
| 24 | Rizin 22: Starting Over                                      | 9.08.2020  | Pia Arena MM, Jokohama                       | 2,805  |
| 25 | Rizin 23: Calling Over                                       | 10.08.2020 | Pia Arena MM, Jokohama                       | 4,410  |
| 26 | Rizin 24                                                     | 27.09.2020 | Saitama Super Arena, Saitama                 | 5,000  |
| 27 | Rizin 25                                                     | 21.11.2020 | Osaka-jō Hall, Osaka                         | 5,487  |
| 28 | Rizin 26                                                     | 31.12.2020 | Saitama Super Arena, Saitama                 | 9,978  |
| 29 | Rizin 27                                                     | 21.03.2021 | Nippon Gaishi Hall, Nagoja                   | 4,558  |
| 30 | Rizin 28                                                     | 13.06.2021 | Tokyo Dome, Tokio                            | 9,317  |
| 31 | Rizin 29                                                     | 27.06.2021 | Maruzen Intec Arena, Osaka                   | 4,796  |
| 32 | Rizin 30                                                     | 19.06.2021 | Saitama Super Arena, Saitama                 | 7,580  |
| 33 | Rizin 31                                                     | 06.03.2022 | — , Tokio                                    | ~90    |
| 34 | Rizin 32                                                     |            | Japonia                                      |        |
| 35 | Rizin                                                        |            | Japonia                                      |        |
| 36 | Rizin                                                        |            | Japonia                                      |        |
| 37 | Rizin                                                        |            | Japonia                                      |        |
| 38 | Rizin                                                        |            | Japonia                                      |        |
| 39 | Rizin                                                        |            | Japonia                                      |        |
| 40 | Rizin                                                        |            | Japonia                                      |        |
| 41 | Rizin                                                        |            | Japonia                                      |        |
| 42 | Rizin                                                        |            | Japonia                                      |        |
| 43 | Rizin                                                        |            | Japonia                                      |        |
| 44 | Rizin                                                        |            | Japonia                                      |        |
| 45 | Rizin                                                        |            | Japonia                                      |        |
| 46 | Rizin                                                        |            | Japonia                                      |        |
| 47 | Rizin                                                        |            | Japonia                                      |        |
| 48 | Rizin                                                        |            | Japonia                                      |        |
| 49 | Rizin                                                        |            | Japonia                                      |        |
| 50 | Rizin                                                        |            | Japonia                                      |        |
| 51 | Rizin                                                        |            | Japonia                                      |        |
| 52 | Rizin                                                        |            | Japonia                                      |        |
| 53 | Rizin 42                                                     | 06.05.2023 | Ariake Arena, Tokio                          | 14,930 |
| 54 | Rizin 43                                                     | 8,510      | Makomanai Ice Arena, Sapporo                 |        |
| 55 | Super Rizin 2: Rizin X Bellator                              | 30.07.2023 | Saitama Super Arena, Saitama                 | 24,264 |
| 56 | Rizin 44                                                     | 24.09.2023 | Saitama Super Arena, Saitama                 | 11,681 |
| 57 | Rizin Landmark 6                                             | 01.10.2023 | Dolphins Arena, Nagoja                       | 7,017  |
| 58 | Rizin                                                        |            | Japonia                                      |        |
| 59 | Rizin Landmark 7                                             | 04.11.2023 | Narodowa Arena Gimnastyczna w Baku, Baku     |        |
| 60 | Rizin 45                                                     | 31.12.2023 | Saitama Super Arena, Saitama                 | 23,013 |
| 61 | Rizin Landmark 8                                             | 24.02.2024 | Saga Arena, Saga                             | 7,758  |
| 62 | Rizin Landmark 9                                             | 23.03.2024 | World Memorial Hall, Kobe                    |        |
| 63 | Super Rizn 3                                                 | 28.07.2024 | Saitama Super Arena, Saitama                 |        |
| 64 | Rizin Landmark 10                                            | 17.11.2024 | Nagoya International Exhibition Hall, Nagoja |        |

## Lista i wyniki galRizin Fighting Federation
- Lista i wyniki gal Rizin Fighting Federation

## Organizacje współpracujące
- Jungle Fight
- Gladiator Championship Fighting
- Deep (mieszane sztuki walki)
- K-1
- Pancrase
- Shoot boxing
- VTJ
- Road FC
- Lithuania Bushido Federation
- KSW
- Fight Nights Global
- Russian MMA Union
- Full Metal Dojo
- Bellator MMA
- Invicta Fighting Championships

## Aktualni mistrzowie

### MMA
| Kategoria           | Waga        | Mistrz                | Od                                 | Obrony tytułu |
| ------------------- | ----------- | --------------------- | ---------------------------------- | ------------- |
| Ciężka              | ponad 93 kg | Wakat                 |                                    |               |
| Półciężka           | do 93 kg    | Wakat                 |                                    |               |
| Średnia             | do 84 kg    | Wakat                 |                                    |               |
| Półśrednia          | do 77 kg    | Wakat                 |                                    |               |
| Lekka               | do 70 kg    | Roberto de Souza      | 13 czerwca 2021 (Rizin 28)         | 4             |
| Piórkowa            | do 66 kg    | Razhabali Shaydullaev | 4 maja 2025 (Rizin: Otoko Matsuri) | 0             |
| Kogucia             | do 61 kg    | Naoki Inoue           | 29 września 2024 (Rizin 48)        | 1             |
| Musza               | do 57 kg    | Kyōji Horiguchi       | 31 grudnia 2023 (Rizin 45)         | 1             |
| Superatomowa kobiet | do 48 kg    | Seika Izawa           | 22 kwietnia 2022 (Rizin 35)        | 1             |

## Mistrzowie turniejowi w MMA
| Rok  | Kategoria     | Mistrz            | Mistrz            | Finalista           | Finalista        |
| Rok  | Kategoria     | Nazwisko          | Kraj              | Nazwisko            | Kraj             |
| ---- | ------------- | ----------------- | ----------------- | ------------------- | ---------------- |
| 2015 | Open          | Muhammed Lawal    | Stany Zjednoczone | Jiří Procházka      | Czechy           |
| 2016 | Open          | Mirko Filipović   | Chorwacja         | Amir Ali Akbari     |                  |
| 2017 | Kogucia       | Kyōji Horiguchi   | Japonia           | Shintaro Ishiwatari | Japonia          |
| 2017 | Super atomowa | Kanna Asakura     | Japonia           | Rena Kubota         | Japonia          |
| 2019 | Lekka         | Tofiq Musayev     | Azerbejdżan       | Patricky Freire     | Brazylia         |
| 2021 | Lekka         | Hiromasa Ougikubo | Japonia           | Kai Asakura         | Japonia          |
| 2022 | Super atomowa | Seika Izawa       | Japonia           | Si Woo Park         | Korea Południowa |

## Mistrzowie turniejowi w kickboxingu
| Rok  | Kategoria | Mistrz           | Mistrz  | Finalista     | Finalista |
| Rok  | Kategoria | Nazwisko         | Kraj    | Nazwisko      | Kraj      |
| ---- | --------- | ---------------- | ------- | ------------- | --------- |
| 2017 | 57 kg     | Tenshin Nasukawa | Japonia | Yamato Fujita | Japonia   |
| 2021 | 61 kg     | Taiju Shiratori  | Japonia | Kouzi         | Japonia   |

## Zawodnicy walczący dla organizacji
- Felipe Efrain
- Gabrielle Garcia
- Kron Gracie
- Wanderlei Silva
- Mirko Filipović
- Goran Reljić
- Jiří Procházka
- Kaido Höövelson
- Jaideep Singh
- Brett McDermott
- James Thompson
- Shin’ya Aoki
- Daiki Hata
- Kawabe Hiroya
- Kyōji Horiguchi
- Satoshi Ishii
- Tatsuya Kawajiri
- Tsuyoshi Kōsaka
- Rena Kubota
- Kazuyuki Miyata
- Yuki Motoya
- Yuichiro Nagashima
- Akiyo Nishiura
- Kazushi Sakuraba
- Hiroyuki Takaya
- Hideo Tokoro
- Carlos Toyota
- Hinata Watanabe
- Peter Aerts
- Andy Souwer
- Szymon Bajor
- Hanna Gujwan
- Sylwia Juśkiewicz
- Przemysław Kowalczyk
- Marek Samociuk[3]
- Fiodor Jemieljanienko
- Kirill Sidelnikov
- Tarō Akebono
- Shane Carwin
- Daron Cruickshank
- Muhammed Lawal
- A.J. Matthews
- Bob Sapp
- Lei'D Tapa
- Brennan Ward
- Amir Ali Akbari
- Tofiq Musayev